# マゼラン望遠鏡

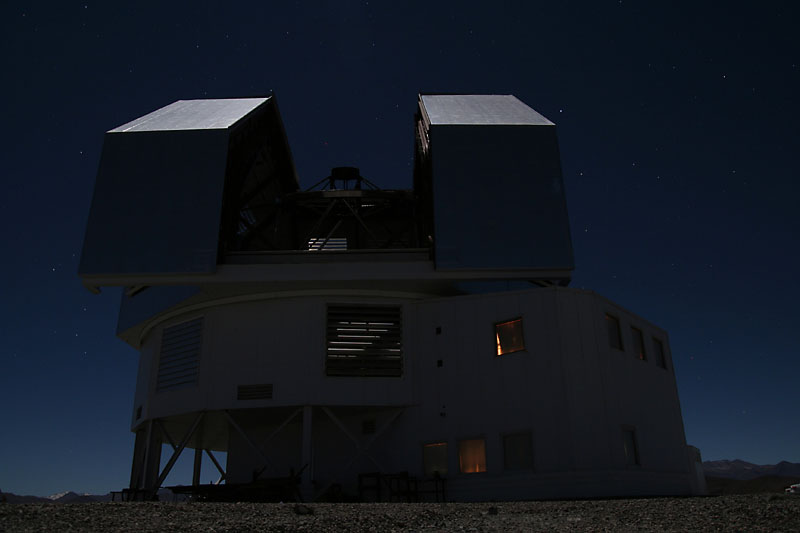
クレイ望遠鏡

マゼラン望遠鏡は口径6.5mのチリのラス・カンパナス天文台に設置された反射望遠鏡である。2台の望遠鏡は天文学者のウォルター・バーデと慈善家のランドン・クレイに因んで名づけられた。
2000年9月15日にバーデの、2002年、9月7日にクレイの最初の観測が行われた。カーネギー研究所（パサディナ）とアリゾナ大学、ハーバード大学、ミシガン大学、マサチューセッツ工科大学が共同で、建設し、運用を行っている。